# 聖母子と二人の天使 (ボッティチェッリ)
『聖母子と二人の天使』（せいぼしとふたりのてんし、伊: Madonna col Bambino e due angeli）は、イタリアのルネサンス期の巨匠サンドロ・ボッティチェッリによる1468年から1469年ごろの絵画である。現在、ナポリのカポディモンテ美術館にある。
この作品はかつてボッティチェッリの弟子であるフィリッピーノ・リッピに帰属されていた。構成は本質的にボッティチェッリの師（そしてフィリッピーノ・リッピの父）フィリッポ・リッピの『聖母子と二人の天使』に由来している。顔やその他の詳細は、ボッティチェッリの『堅忍の徳』や他の若い時期の『聖母子』とほぼ同じ時期であることを示唆している。構図は、おそらく1、2年前に制作されたヴェロッキオの『授乳の聖母』に似ている。